# Gesse
Gesse – rzeka we Francji, przepływająca przez tereny departamentów Pireneje Wysokie, Gers i Górna Garonna, o długości 54,1 km. Stanowi dopływ rzeki Save.